# Northrop T-38 Talon

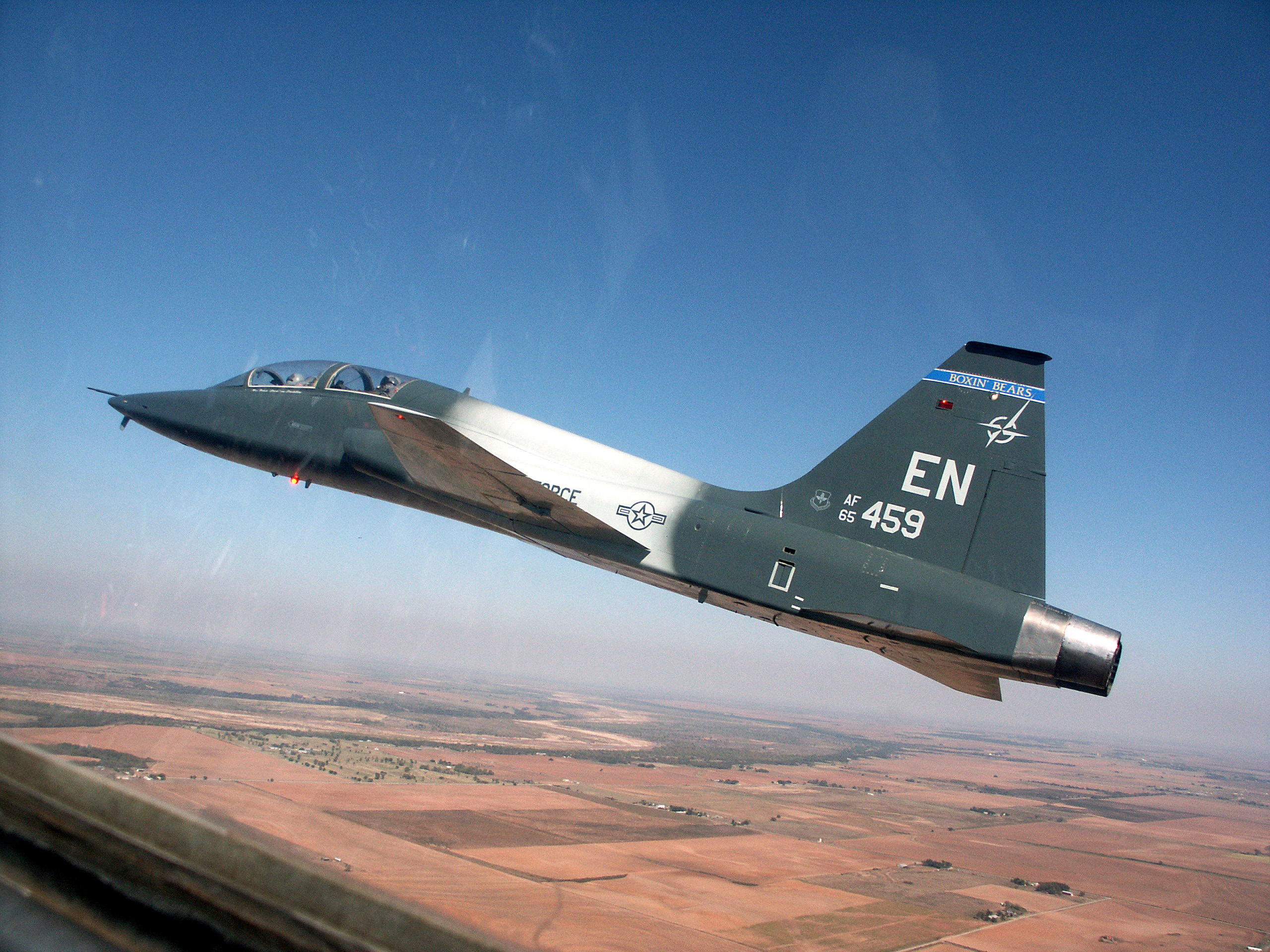
T-38B gebruikt bij NATO Jet Pilot Training School

De Northrop T-38 Talon is een Amerikaans supersonisch lesvliegtuig. Het was het eerste en ook het meest geproduceerde supersonische lesvliegtuig ter wereld. Het toestel kreeg daarom de bijnaam white rocket.
Het toestel wordt gebruikt door de USAF, de NASA – als een lestoestel voor astronauten – en de US Navy (Naval Test Pilot School). Ook diverse NATO luchtmachten (waaronder ook de Nederlandse Koninklijke Luchtmacht) maakten en maken er nog steeds gebruik van. In 2003 waren nog 562 T-38's operationeel en verwacht wordt dat ze tot eind jaren 2020 zullen worden gebruikt.
Een groot deel van het ontwerp van dit toestel werd overgenomen in de later onder meer door Nederland aangeschafte lichte jachtbommenwerper de Northrop F-5.

## Ontwikkeling en ontwerp
De T-38 werd midden jaren 50 ontworpen als lesvariant op de N-156, een lichtgewicht jachtvliegtuig. Het vliegtuig werd ontwikkeld door de Northrop Corporation en hoewel de USAF destijds totaal geen behoefte had aan een lichtgewicht jager, bestond wel interesse in het toestel als trainer ter vervanging van de zwaar verouderde Lockheed T-33.
Er werden drie prototypen gebouwd, waarvan het eerste op 10 maart 1959 vloog. Het toestel werd snel in gebruik genomen en in 1961 begon de officiële productielijn. Op 17 maart 1961 werd het vliegtuig officieel in gebruik genomen. De productie van T-38’s ging door tot 1972. In totaal werden 1.200 exemplaren afgeleverd. Volgens statistieken hebben ca 50.000 militaire vliegers een aanvullende conversiecursus in een T-38 gevolgd.
De T-38 heeft als standaardconfiguratie kleine lange vleugels, een enkel verticaal stabilo en een driepuntslandingsgestel. De cockpit biedt plaats aan een achter elkaar gezeten instructeur en vlieger.

## Gebruik
De United States Air Force Strategic Air Command maakte van 1981 tot 1991 gebruik van T-38's ter verbetering van de carrièreontwikkeling van copiloten van bommenwerpers middels het "Accelerated Copilot Enrichment (ACE) Program".
Andere gebruikers van de T-38 zijn diverse NATO luchtmachten en de luchtmacht van Taiwan. Er zijn ook enkele T-38's in particulier bezit en voorzien van civiele registratie.
Ten gevolge van de oliecrisis van 1973 ging het demoteam de U.S. Air Force Thunderbirds in 1974 gebruikmaken van de T-38, daar deze minder brandstof gebruikt dan de tot dat moment door hun gebruikte F-4 Phantom. Na de "Diamond Crash" waarbij vier leden van het team omkwamen, vervingen de Thunderbirds hun T-38's in 1983 door de F-16A Fighting Falcon.

## Varianten
- N156T: Northrop Company prototype
- YT38: Prototypes later omgebouwd tot YT-38A
- T38A: tweezits geavanceerd lesvliegtuig. In totaal 1180 gebouwd.
- T38A(N): NASA-versie van de T38A.
- AT38A: T-38A aangepast voor wapentraining.
- DT38A: T-38A aangepast tot drone director.
- NT38A: T-38A aangepast tot onderzoeksvliegtuig.
- QT38A: onbemand drone testvliegtuig.
- AT38B: toestel voor wapentraining.
- T38C: T38A met upgrades.[1]

## Voetnoten
1. ↑  Factsheets : T-38 Talon : T-38 Talon